# 周昌谷
周昌谷（1929年—1986年），号老谷，男，汉族，浙江乐清人，中国国画家、篆刻家，曾任中国美术家协会理事。